# Берко, Анат
Анат Берко (ивр. ענת ברקו‎ родилась 14 января 1960) — израильский криминалист и политический деятель. Она является экспертом в области борьбы с терроризмом.

## Биография
Берко родилась в Иерусалиме у еврейских родителей, которые иммигрировали в Израиль из Ирака, и была второй из шести детей. После прохождения срочной военной службы она осталась в Армии обороны Израиля, где в общей сложности прослужила 25 лет и достигла звания подполковника (сган-алуф). Изучала психологию, социологию и криминологию в университет имени Бар-Илана (имеет докторскую степень в области криминологии). Она стала преподавателем в школе государственного управления, дипломатии и стратегии им. Лаудера в Междисциплинарном центре в Герцлии, а также побывала приглашённым профессором в университете Джорджа Вашингтона. В настоящее время она является научным сотрудником Международного института по борьбе с терроризмом (ИКТ) и даёт лекции в Израиле в колледже национальной обороны. Её область специализации включает в себя исследование террористов-смертников; в годы военной службы она в течение пяти лет вела допросы лидера ХАМАС Ахмеда Ясина.
На выборах в 2015 Кнессет она была 23-й в списке партии «Ликуд» — позиция, которая была зарезервирована для кандидата, выбранного Биньямином Нетаньяху. Она была избрана в Кнессет, поскольку «Ликуд» получил 30 мест. На выборах в апреле 2019 года была понижена до 46-го места в списке и в Кнессет не прошла.
Муж Реувен — специалист по арабским делам, у пары трое детей.

## Книги
- Путь в рай: внутренний мир террористов-смертников и их диспетчеров (на основе собственной докторской диссертации, 2009, Издательство Прегер, 978-1-5979-7364-9
- Женщина-бомба, террористы-самоубийцы: женщины и дети на службе террора 2011, Rowman & Литтлфилд, 978-1-4422-1952-6